# Auerbach (Vogtland)
Auerbach je velké okresní město na jihozápadě německé spolkové země Sasko. Nachází se v zemském okrese Fojtsko a má přibližně 18 tisíc obyvatel. Rozkládá na srázech kolem řeky Göltzsch.
První zmínka o obci je z roku 1282. Z průmyslu se zde nachází hlavně textilní, potravinářský a strojírenský. Mezi dominanty Auerbachu patří kostel svatého Vavřince, kostel svatého Kříže a hradní věž vysoká 44 m ze 12. století. Podle těchto tří vysokých staveb se Auerbachu přezdívá „město tří věží“.

## Galerie

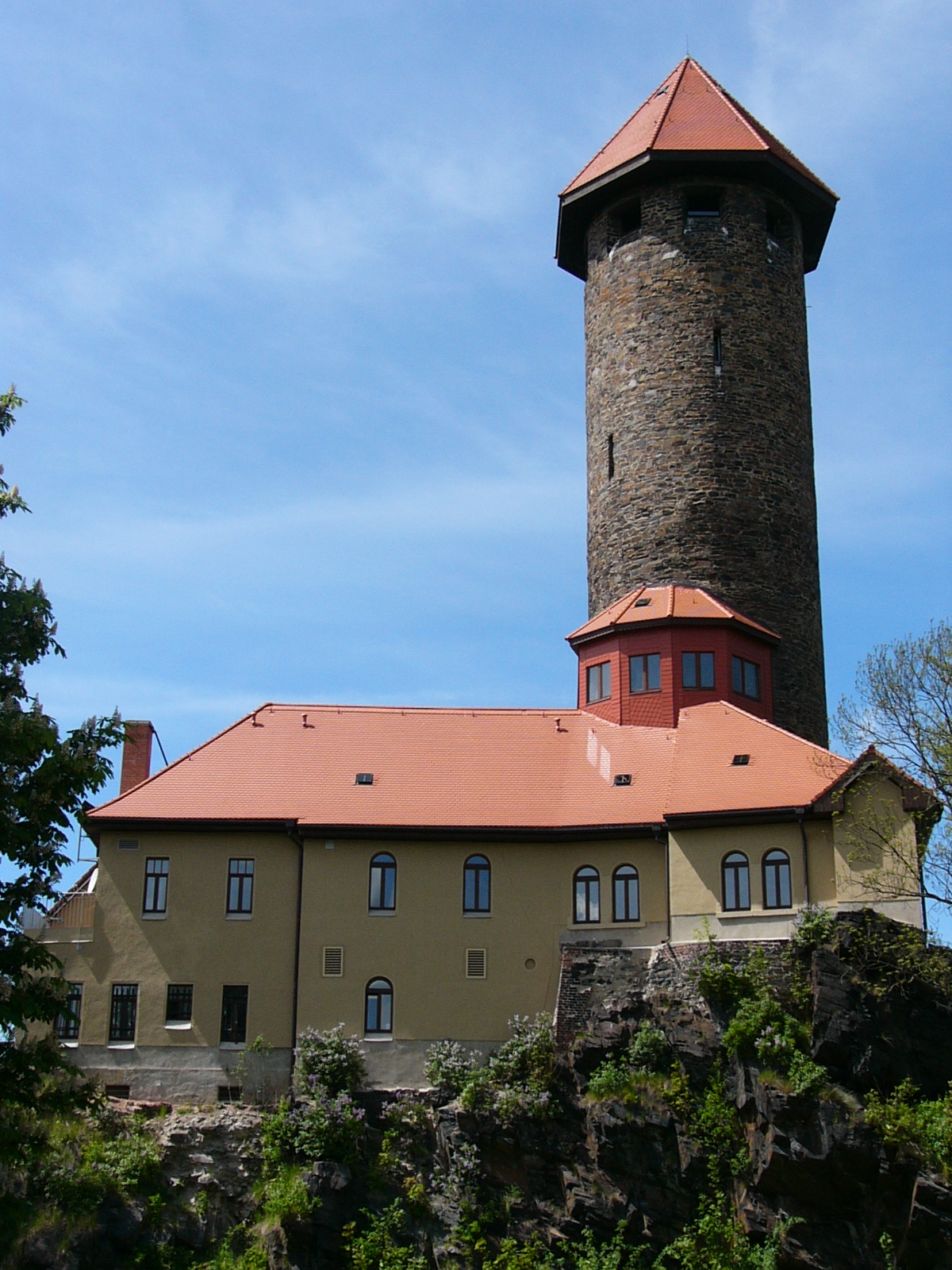
Hrad
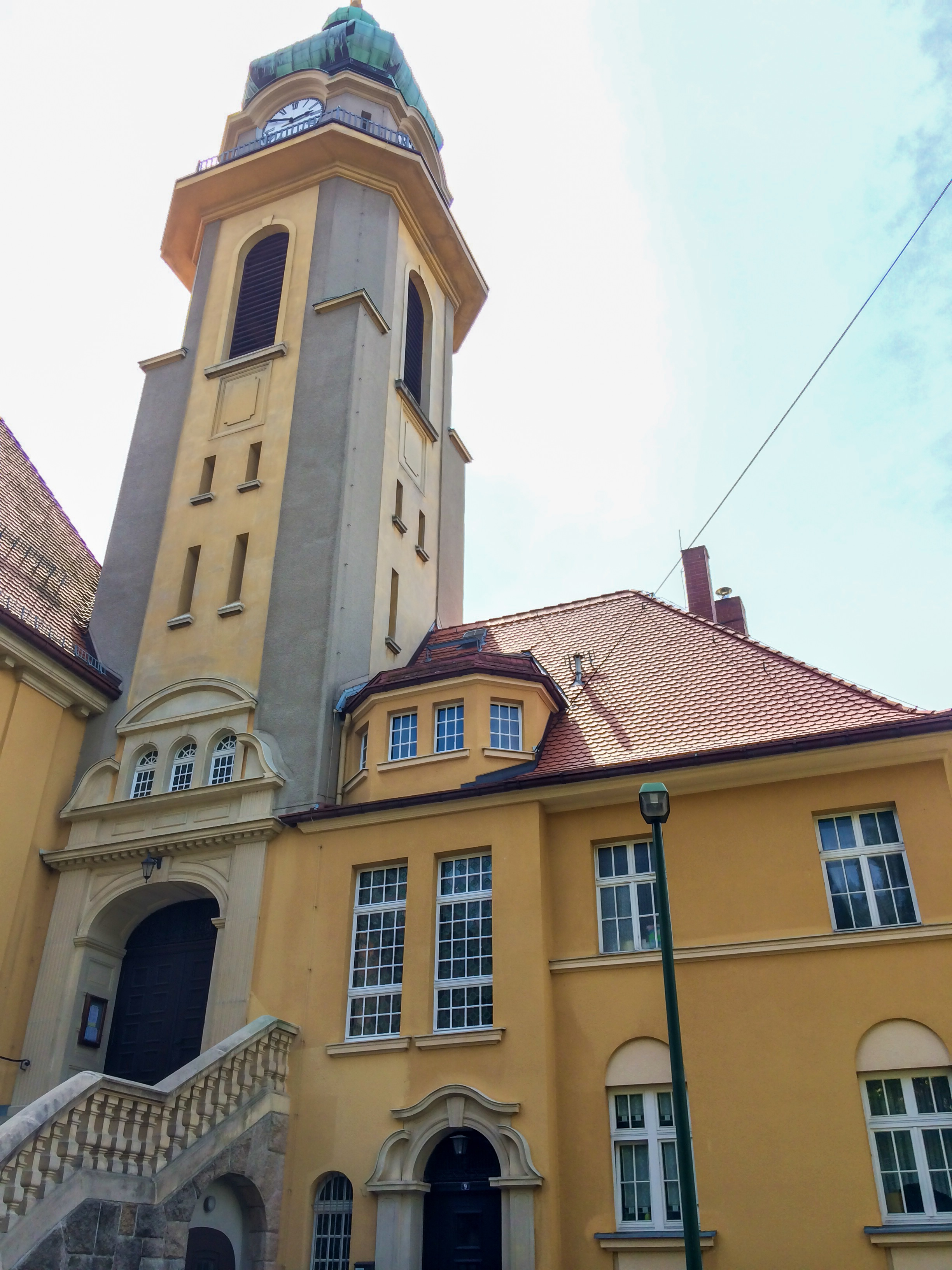
Kostel svatého kříže (Zum Heiligen Kreuz)